# Magnolia odora
Magnolia odora är en magnoliaväxtart som först beskrevs av Woon Young Chun, och fick sitt nu gällande namn av Richard B. Figlar och Hans Peter Nooteboom. Magnolia odora ingår i släktet Magnolia och familjen magnoliaväxter. Inga underarter finns listade i Catalogue of Life.